# Análogo funcional
En química y farmacología, los análogos funcionales son compuestos químicos que tienen propiedades físicas, químicas, bioquímicas o farmacológicas similares.

Los análogos funcionales no son necesariamente análogos estructurales con una estructura química similar. Unos ejemplos de análogos funcionales farmacológicos son la morfina, la heroína y el fentanilo, que tienen el mismo mecanismo de acción, pero el fentanilo es estructuralmente bastante diferente de los otros dos con una variación significativa en la dosis. 

Morfina
Heroína
Fentanilo